# Баиловская тюрьма
Баиловская тюрьма — бывшая губернская тюрьма (с 1880-х годов), в последующем — Следственный изолятор № 1, расположенный в посёлке Баилово города Баку.
Известна тем, что во времена Российской империи в ней содержались знаменитые революционеры, а также как место содержания и казни смертников (с 1920-х гг.).

## История
На основании предложения, выдвинутого императором России 1 сентября 1885 года, шесть солдатских казарм, построенных в 1820 году при Каспийском военном судоходстве, с соответствующим оборудованием были сданы Гражданскому Управлению в целях преобразования в тюрьмы.
29 ноября 1886 года был заключен договор, по которому подрядчик обязался «строить тюрьму на Баилове для 400 человек, содержащихся под арестом».
30 декабря 1887 года Бакинскому губернатору было доложено о завершении работ и о возможности использования тюрьмы с января 1888 года.
1 октября 1897 года была произведена закладка расширения одного из тюремных зданий для устройства церкви при тюрьме. К марту 1898 года работы по постройке церкви были окончены. 8 марта 1898 года новая церковь была освящена во имя Святителя Николая Миро-Ликийского Чудотворца.
Сначала были построены 1, 2 и 4 корпусы, административное здание, комнаты для встреч и приема продуктов. В 1910 году были построены и сданы для использования 6-й, в 1923 и 1929 годах 3 и 5 корпусы.
При этом корпус № 1 был следственным для мужчин, № 2 — больничным, № 3 — для уже осужденных, № 4 — женским, № 5 — для смертников, № 6 — детским.
В царское время в Баиловской тюрьме дважды содержался Иосиф Джугашвили (Сталин). Первый раз он попал туда 25 марта 1908 года (при задержании он назвался Кайосом Нижарадзе, жителем селения Маглаки Кутаисской губернии) и находился в тюрьме до 9 ноября, после чего его выслали под гласный надзор полиции в Вологодскую губернию. Бежав из ссылки, он вновь был арестован 23 марта 1910 года и шесть месяцев провёл в Баиловской тюрьме, пока 23 сентября не был выслан по этапу в Сольвычегодск. Впоследствии его камера № 39 была музеем вплоть до развенчания культа личности.
17 августа 1918 года, во время правления Диктатуры Центрокаспия, аресту подверглись 35 человек, занимавших ответственные должности в период работы Бакинского Совета Народных Комиссаров (Бакинского Совнаркома). Сначала в Баиловскую тюрьму под усиленным конвоем отправили С. Г. Шаумяна, его сына Сурена и Г. Н. Корганова, а затем сюда из Шемахинской тюрьмы перевели ещё 34 человек. Среди заключённых тюрьмы оказались Я. Д. Зевин, С. Г. Осепян и другие лица.
Вечером 14 сентября, за несколько часов до перехода Баку в руки турецко-азербайджанских войск, А. И. Микоян предпринял очередную попытку добиться освобождения арестантов. Одновременно к тюрьме отправилась вооружённая револьверами и ручными гранатами группа из 6-7 человек, в том числе взятый из тюрьмы на поруки Сурен Шаумян. Они намеревались силой освободить арестованных в случае неудачи Микояна. Последний получил от одного из «диктаторов», эсера Велунца, и заместителя председателя следственной комиссии Далина распоряжения о выдаче арестантов под его ответственность. Среди них 26 человек в дальнейшем будут казнены в туркменской пустыне. В телеграмме из Астрахани от 18 сентября Ленину и Я. М. Свердлову сообщалось, что в последние дни боёв за город тюрьма охранялась дашнакцаканскими солдатами.
В годы Советской власти учреждение действовало как следственный изолятор № 1 с вместимостью 1500 человек. До октября 1999 года изолятор был подчинен Министерству внутренних дел, в дальнейшем передан в подчинение Министерства юстиции. В первой половине 1990-х годов количество заключенных существенно превышало лимит, доходя до 2000 и больше.
С приходом к власти в Азербайджане в 1992 году сторонников «Народного фронта Азербайджана», был арестован последний председатель Азербайджанского КГБ В. Гусейнов, которого 7 ноября, в день Октябрьской революции, препроводили в Баиловскую тюрьму.
Второй успешный побег был осуществлен 10 смертниками путём подкопа в ночь на 1 октября 1994 года.
С 1929 по 1998 год здесь размещались смертники. Последние расстрелы были произведены в феврале 1993 года, после чего на исполнение смертных приговоров был наложен неофициальный мораторий. Из-за неисполнения приговоров к моменту отмены смертной казни в феврале 1998 года в 16 камерах с лимитом 36 мест содержались 128 смертников.
В июле 2009 года тюрьма была разрушена в связи с созданием Площади государственного флага.

## Известные заключённые
- Бабаян, Самвел Андраникович[15] — полевой командир во время Карабахского конфликта, первый министр обороны самопровозглашённой Нагорно-Карабахской Республики.
- Вышинский Андрей Януарьевич — советский государственный деятель, юрист, дипломат. Прокурор СССР (1935—1939), министр иностранных дел СССР (1949—1953), постоянный представитель СССР при ООН (1953—1954).
- Богдан Кнунянц (умер в тюрьме в 1911 году) — деятель революционного движения в России.
- Сталин, Иосиф Виссарионович — деятель революционного движения в России, де-факто руководитель СССР (1924—1953), Генералиссимус Советского Союза (1945).
- Талышинский, Мир Фуад-Хан Гасан оглы — азербайджанский и советский военный деятель, полковник. Проходил по делу «Азербайджанского национального центра»[16].